# 아마추어 포르노그래피
아마추어 포르노그래피(영어: amateur pornography)는 포르노의 일종이다. 무보수로 연기하는 포르노의 일종으로, 리얼리티 포르노그래피는 아마추어 포르노의 스타일을 모방하려고 전문적으로 제작된 포르노다. 아마추어 포르노는 가장 수익성이 높고 오래 지속되는 포르노 장르 중 하나로 여겨져 오고 있다.